# Rivudiva coveloae
Rivudiva coveloae is een haft uit de familie van de Baetidae. De wetenschappelijke naam van de soort is voor het eerst geldig gepubliceerd in 1971 door Jay Traver.
De soort komt voor in het Neotropisch gebied.